# Adam Clayton (piłkarz)
Adam Stephen Clayton (ur. 14 stycznia 1989) – angielski piłkarz występujący na pozycji pomocnika w Rochdale.